# Tragelaphus strepsiceros strepsiceros
Sous-espèce
Tragelaphus strepsiceros strepsiceros est une sous-espèce du Grand koudou (Tragelaphus strepsiceros), qui fait partie de la famille des Bovidae.

## Aire géographique
Le Grand koudou vit en Afrique de l'Est et en Afrique australe.